# Gustavo Raffi
Gustavo Raffi (Bagnacavallo, 4 gennaio 1944) è un avvocato e politico italiano, gran maestro del Grande Oriente d'Italia dal 1999 al 2014.

## Biografia
È stato iniziato in massoneria nel 1968 ed è maestro libero muratore dal 1970. Ha fondato la Loggia massonica La pigneta di Ravenna. Dal marzo 1999 è gran maestro del Grande Oriente d'Italia, carica mantenuta fino all'aprile 2014, quando gli è succeduto Stefano Bisi.
È stato segretario provinciale di Ravenna del Partito Repubblicano Italiano dal 1989 al 1990 e consigliere nazionale del partito tra il 1990 ed il 1992.

## Vita pubblica
Fra il 2006 e il 2007 si è pronunciato ripetutamente a favore dell'eutanasia attiva e contro l'accanimento terapeutico, intervenendo in merito al caso di Piergiorgio Welby.
Il 14 marzo 2013 e di nuovo durante la sua ultima allocuzione in qualità di Gran Maestro del Grande Oriente d'Italia, si è felicitato dell'elezione di Bergoglio al soglio pontificio con le seguenti parole: «con Francesco nulla sarà più come prima».
Si professa cristiano e non considera la sua adesione alla massoneria in contraddizione con i principi del cristianesimo.

## Opere
- Gustavo Raffi, In nome dell'uomo: dal Risorgimento alla modernità il ruolo del Grande Oriente nell'Italia unita, G. Picardo (a cura di), P. Peluffo (prefazione di); S. Fedele (postfazione di), Milano, Mursia 2011.
- Indietro non si torna : trasparenza e filosofia civile di un magistero massonico, di Gustavo Raffi, a cura di Alberto Jannuzzelli, prefazione di Massimo Teodori, Acireale-Roma, Tipheret, 2013, ISBN 978-88-6496-136-1.
- Costruttori di sogni possibili, allocuzione [di] Gustavo Raffi, Roma, Grande Oriente d'Italia, 2010.
- Garibaldi massone, di Gustavo Raffi, Roma, Grande Oriente d'Italia, 2007, P. 3-8, Estr. da: Hiram, 2007, n. 1.
- Laicità è libertà, allocuzione [di] Gustavo Raffi, Roma, Grande Oriente d'Italia, 2006.
- La massoneria nell'era della mondializzazione, allocuzione [di] Gustavo Raffi, Roma, Grande Oriente d'Italia, 2006.
- 1805-2005 : duecento anni per l'Italia, allocuzione [di] Gustavo Raffi, Roma, Grande Oriente d'Italia, 2005.
- Il ruolo della Massoneria nel XXI secolo: tradizione, etica e nuovi valori, relazione [di] Gustavo Raffi, Roma, Grande Oriente d'Italia, 2001.